# Erebia
Erebia es un género holártico de mariposas de la familia Nymphalidae. La mayoría de las aproximadamente 90 a 100 especies son de color marrón oscuro o negro, con manchas o bandas en las alas, de color marrón rojizo a naranja o, más raramente, amarillento. Estas generalmente tienen manchas negras en su interior, que a veces tienen manchas blancas en el centro.
A este género le ha resultado fácil adaptarse a condiciones áridas y especialmente frías. La mayoría de sus miembros se asocian con tierras de gran altitud, claros de bosque o de alta latitud y tundra. Las especies de Erebia son frecuentes en los Alpes, las Montañas Rocosas, las regiones subárticas e incluso el Ártico, y las partes más frías de Asia Central. De hecho, el término norteamericano para estas mariposas es alpino. Las especies euroasiáticas son conocidas colectivamente como "ringlets" o "argus". Sin embargo, ninguno de estos términos se utiliza exclusivamente para este género.

## Taxonomía
El género Erebia fue erigido por Johan Wilhelm Dalman en 1816. Como especie tipo, se eligió el arrán marrón descrito como Papilio ligea por Carlos Lineo en 1758. Este es un género muy complejo con más de 1300 taxones, pero una gran proporción de estos son sinónimos más modernos. Algunos de los nombres disponibles fueron listados por Vladimir Lukhtanov. En 2008 se publicó una lista de verificación taxonómica totalmente completa (es decir, sin discutir la sinonimia y las relaciones).
Sólo tres años después de la creación del género, las especies conocidas fueron revisadas por Jacob Hübner. Estableció no menos de cinco nuevos géneros para una fracción de lo que eventualmente se llamaría "especie" de Erebia. Pero las cosas apenas mejoraron cuando más y más de la diversidad de estas mariposas llegó a notarse. En Europa, se describió un gran número de taxones de Erebia en los Alpes. En el siglo XIX y a principios del XX los Alpes fueron un destino popular para los coleccionistas de mariposas y los especímenes de mariposas alpinas eran muy rentables para los comerciantes. Los comerciantes, en su mayoría alemanes, no sólo vendían especímenes, sino que eran entomólogos, vendedores de libros entomológicos, autores entomológicos y editores. Ejemplos de ello son Fritz Rühl, Alexander Heyne, Otto Staudinger, Andreas Bang-Haas y Otto Bang-Haas y, en París, Achille Deyrolle y Émile Deyrolle.
Esto, junto con el entonces popular y hasta obsesivo estudio de la variación por parte de los entomólogos - ejemplos de ello son James William Tutt, George Wheeler, Felix Bryk y Brisbane Charles Somerville Warren, llevó a que se aplicaran muchos nombres a lo que puede ser o es mucho más probable que no sea una especie o subespecie biológica. Otro problema es el uso del término "variedad". Los autores de esa época lo utilizaban para una variante individual, un grupo de individuos morfológicamente pero no relacionados de otra manera, formas estacionales, formas relacionadas con la temperatura o razas geográficas; más tarde se solía tomar como la última subespecie aunque a menudo se sospechaba que era prematura.
Con el tiempo, se hizo común organizar las supuestas especies y subespecies en "grupos de especies" (no superespecies, sino un arreglo genético informal), como lo hizo Brisbane Charles Somerville Warren, y tratar de resolver su verdadera naturaleza. A medida que los estudios de filogenética molecular se sumaron a los datos disponibles, se hizo evidente que la mayoría de las "variedades" que al menos han sido consideradas comúnmente como subespecies en el último siglo XX son, en efecto, linajes lo suficientemente distintos como para justificar cierto grado de reconocimiento formal. Otro resultado de investigaciones recientes es la confirmación de la teoría de que este género contiene muchos taxones relictos glaciales, por ejemplo, E. tyndarus y especies similares.
El número de especies de Erebia reconocidas en la actualidad se sitúa en torno a 90-100, ya que los avances son tan rápidos que a los autores les resulta difícil mantenerse al día en cuanto a los cambios más recientes.

### Especies
A principios de 2008, las siguientes especies confirmadas y algunas subespecies bastante distintas están incluidas en la lista:
- Erebia aethiopella (Hoffmannsegg, 1806)
- Erebia aethiops (Esper, 1777)
- Erebia ajanensis Ménétriés, 1857
- Erebia alberganus (Prunner, 1798)
- Erebia alcmena Grum-Grshimailo, 1891
- Erebia alini (Bang-Haas, 1937)
- Erebia anyuica Kurenzov, 1966
- Erebia arctica R.Poppius, 1906
- Erebia atramentaria O.Bang-Haas, 1927
- Erebia calcaria Lorković, 1949
- Erebia callias Edwards, 1871
  - Erebia (callias) altajana Staudinger, 1901
  - Erebia (callias) callias –
  - Erebia (callias) sibirica Staudinger, 1881
  - Erebia (callias) simulata Warren, 1933
- Erebia cassioides (Reiner & Hohenwarth, 1792)
  - Erebia (cassioides) arvernensis Oberthür 1908
  - Erebia (cassioides) carmenta Fruhstorfer, 1907
  - Erebia (cassioides) macedonica Buresch, 1918
- Erebia christi Rätzer, 1890
- Erebia claudina (Borkhausen, 1789)
- Erebia cyclopius (Eversmann, 1844)
- Erebia dabanensis Erschoff, 1871
- Erebia disa (Thunberg, 1791)
- Erebia discoidalis Kirby, 1837
- Erebia dromulus Staudinger, 1901
- Erebia edda Ménétriés, 1851
- Erebia embla (Thunberg, 1791)
- Erebia epiphron (Knoch, 1783)
- Erebia epipsodea Butler, 1868
- Erebia epistygne (Hübner, 1819)
- Erebia erinnyn Warren, 1932
- Erebia eriphyle (Freyer, 1836)
- Erebia eugenia Churkin, 2000
- Erebia euryale (Esper, 1805)
- Erebia fasciata Butler, 1868
- Erebia flavofasciata Heyne, 1895
- Erebia fletcheri Elwes, 1899
- Erebia gorge (Esper, 1805)
- Erebia gorgone
- Erebia graucasica Jachontov, 1909
- Erebia haberhaueri Staudinger, 1881
- Erebia hewitsoni Lederer, 1864
- Erebia hispania Butler, 1868
- Erebia inuitica Wyatt, 1966
- Erebia iranica Grum-Grshimailo, 1895
- Erebia jeniseiensis Trybom, 1877
- Erebia kalmuka Alphéraky, 1881
- Erebia kefersteini (Eversmann, 1851)
- Erebia kindermanni Staudinger, 1881
- Erebia kozhantshikovi Sheljuzhko, 1925
- Erebia lafontainei (Troubridge & Philip, 1983)
- Erebia lefebvrei (Boisduval, [1828])
- Erebia ligea (Linnaeus, 1758)
- Erebia mackinleyensis (Gunder, 1932)
- Erebia magdalena Strecker, 1880
- Erebia mancinus Doubleday, [1849]
- Erebia manto ([Schiffermüller], 1775)
- Erebia maurisius Lukhtanov & Lukhtanov, 1994 (se discute si es una subespecie de Erebia brimo (Böber, 1809))
- Erebia medusa (Denis & Schiffermüller, 1975)
  - Erebia medusa polaris Staudinger, 1871
- Erebia melampus (Fuessli, 1775)
- Erebia melancholica Herrich-Schäffer, [1846]
- Erebia melas (Herbst, 1796)
- Erebia meolans (Prunner, 1798)
- Erebia meta Staudinger, 1886
- Erebia mnestra (Hübner, [1803-1804])
- Erebia montana (de Prunner, 1798)
- Erebia neoridas (Boisduval, [1828])
- Erebia neriene (Böber, 1809)
- Erebia niphonica Janson, 1877
- Erebia nivalis Lorković & Lesse, 1954
- Erebia occulta Roos & Kimmich, 1983
- Erebia ocnus (Eversmann, 1843)
- Erebia oeme (Hübner, [1803-1804])
- Erebia orientalis Elwes, 1900
- Erebia ottomana Herrich-Schäffer, [1851]
  - Erebia (ottomana) benacensis Warren, 1933
- Erebia palarica Chapman, 1905
- Erebia pandrose (Borkhausen, 1788)
- Erebia pawlowskii Ménétriés, 1859 [7]
- Erebia pharte (Hübner, [1803-1804])
- Erebia pluto (de Prunner, 1798)
- Erebia progne Grum-Grshimailo, 1890
- Erebia pronoe (Esper, 1780)
- Erebia radians Staudinger, 1886
- Erebia rhodopensis Nicholl, 1900
- Erebia rondoui Oberthür 1908 (antiguamente considerada conespecífica con E. cassioides)
- Erebia rossii (Curtis, 1835)
- Erebia rurigena
- Erebia sachaensis Dubatolov, 1992
- Erebia scipio Boisduval, 1832
- Erebia serotina Descimon & de Lesse, 1953
- Erebia sibo (Alphéraky, 1881)
- Erebia sokolovi Lukhtanov, 1990
- Erebia sthennyo Graslin, 1850
- Erebia stirius (Godart, [1824])
- Erebia stubbendorfii Ménétriés, 1846
- Erebia styx (Freyer, 1834) – Stygian ringlet
- Erebia sudetica Staudinger, 1861
- Erebia theano (Tauscher, 1806)
- Erebia tianschanica Heyne, [1894]
- Erebia transcaucasica Warren, 1950 (previamente considerada conespecífica con  E. graucasica)
- Erebia triarius (de Prunner, 1798)
- Erebia troubridgei (Dubatolov, 1992)
- Erebia turanica Erschoff, [1877]
- Erebia tyndarus (Esper, 1781)
- Erebia usgentensis Heyne, [1894]
- Erebia vidleri Elwes, 1898
- Erebia wanga Bremer, 1864
- Erebia youngi Holland, 1900
- Erebia zapateri Oberthür, 1875